# Nitting
Nitting é uma comuna francesa na região administrativa de Grande Leste, no departamento de Mosela. Estende-se por uma área de 8,86 km². Em 2010 a comuna tinha 482 habitantes (densidade: 54,4 hab./km²).